# محمد شهيد (لاعب كرة قدم)
محمد شهيد (10 أكتوبر 1985 في باكستان) هو لاعب كرة قدم باكستاني في مركز الدفاع. شارك مع منتخب باكستان لكرة القدم. أما مع النوادي، فقد لعب مع WAPDA F.C. ‏ وLahore Lajpaals F.C. ‏.

## وصلات خارجية
- محمد شهيد على موقع قاعدة بيانات كرة القدم.إي يو (الإنجليزية)
- محمد شهيد على موقع ناشيونال فوتبول تيمز (الإنجليزية)
- محمد شهيد على موقع GSA (الإنجليزية)